# Novomîhailivka, Novotroiițke
Novomîhailivka (în ucraineană Новомихайлівка) este localitatea de reședință a comunei Novomîhailivka din raionul Novotroiițke, regiunea Herson, Ucraina.

## Demografie
Componența lingvistică a localității Novomîhailivka
     Ucraineană (95,97%)
     Rusă (3,91%)
Conform recensământului din 2001, majoritatea populației localității Novomîhailivka era vorbitoare de ucraineană (95,97%), existând în minoritate și vorbitori de rusă (3,91%).